# The Hardkiss
The Hardkiss (стилизовано као The HARDKISS) је украјински рок бенд основан 2011. године, који чине Јулија Санина (вокал), Валериј Бебко (гитара), Клим Лисјук (бас) и Јевхен Кибељев (бубњеви). Учествовали су у украјинском националном избору за Песму Евровизије 2016. са песмом „Helpless“, пласиравши се на друго место у финалу. До данас, Хардкисс је објавио четири студијска албума, један ЕП, један ливе албум и бројне синглове.

## Историјат бенда
The Hardkiss су 2011. године основали дуо мужа и жене Јулиа Санина (вокал) и Валериј Бебко (гитара), првобитно под именом Val & Sanina. У септембру те године објавили су свој дебитантски видео, „Babylon“, и отворили су концерт за енглески синтпоп дуо Hurts у Кијеву 20. октобра. 18. новембра отворили су концерт за америчку певачицу Соланж Ноулс, такође у Кијеву.
Године 2012. Hardkiss су номиновани за МТВ европску музичку награду за најбољи украјински извођач. Исте године, бенд је наступио на МИДЕМ фестивалу 29. јануара.
Године 2013., Hardkiss су освојили две награде — за најбољи нови извођач и за најбољи музички видео (ово је припало продуценту Валерију Бебку, за видео за „Make-Up“) — на додели украјинске националне музичке награде. Они су такође отворили Muz-TV музичке награде 7. јуна. Те године Hardkiss је постао „глас и лице“ Пепсија у Украјини. Бенд је учествовао на турнеји, Пепси Старс оф Нов, која је покривала шеснаест градова.
Године 2015. Hardkiss је поново номинован за YUNA (Yearly Ukrainian National Awards) музичку награду и победио у две категорије: за најбољи музички албум, за албум Stones and Honey, и за најбољу песму, за „Stones“.
Учествовали су у украјинском националном избору за Песму Евровизије 2016. године.
Године 2018. бенд је освојио две награде на YUNA (Yearly Ukrainian National Awards) музичку награду: најбољи рок бенд и најбољу песму на украјинском језику, за „Журавли“.

## Чланови бенда
| Current - Јулија Санина – вокал (2011–present) - Валериј "Вал" Бебко – гитара (2011–present) - Клим Лисиук – бас гитара (2016–present) - Јевхен Кибалиев – бубњеви(2019–present) | Бивши чланови - Пол Солонар – клавијатуре (2011–2013) - Виталиј Онискиевич – клавијатуре (2013–2016) - Роман Скоробахатко – гитара (2013–2018) - Kreechy (Дмитро Смотров) – бубњеви (2011–2019) |

## Дискографија
Студијски албуму
- Stones and Honey (2014)
- Perfection Is a Lie (2017)
- Залізна ластівка (2018)
- Жива і не залізна (2021)

EPs
- Cold Altair (2015)

Live албуми
- Акустика. Live (2020)

Синглови
- "Babylon" (2011)
- "Dance with Me" (2011)
- "Make-Up" (2012)
- "October" (2012)
- "Part of Me" (2013)
- "In Love" (2013)
- "Under the Sun" (2013)
- "Shadows of Time" (2013)
- "Tell Me Brother" (2013)
- "Hurricane" (2014)
- "Stones" (2014)
- "Strange Moves" feat. Kazaky (2014)
- "PiBiP" (2015)
- "Organ" (2015)
- "Tony, Talk!" (2015)
- "Helpless" (2016)
- "Perfection!" (2016)
- "Rain" (2016)
- "Closer" (2016)

- "Антарктида" (2017)
- "Журавлi" (2017)
- "Lovers" (2017)
- "Кораблі" (2017)
- "Мелодія" (2018)
- "Free Me" (2018)
- "Коханці" (2018)
- "Серце" (2019)
- "Хто, як не ти?" (2019)
- "Жива" (2019)
- "Косатка" (2020)
- "Гора" (2020)
- "Кобра" feat. MONATIK (2020)
- "Все було так" (2020)
- "Обійми" (2021)
- "7 вітрів" (2021)
- "Сестра" (2021)
- "Як ти?" (2022)
- "Маяк" (2022)
- "Два вікна" (2023)
- "Festival" (2023)

## External links
- Званични веб-сајт
- The Hardkiss на веб-сајту